# تي في آر 400 أس أي
تي في آر 400 أس أي  (بالإنجليزية: TVR 400SE)‏ هي سيارة من تصنيع شركة تي في آر.